# Richard Libertini
Richard Libertini est un acteur américain, né le 21 mai 1933 à Cambridge (Massachusetts) et mort le 7 janvier 2016 à Los Angeles (Californie).

## Filmographie
- 1968 : Strip-tease chez Minsky (The Night They Raided Minsky's) : Pockets
- 1969 : Don't Drink the Water : Drobney
- 1970 : Aventures à New York (The Out of Towners) : Railway Porter
- 1970 : Catch 22 (Catch-22) : Brother John
- 1971 : La Mortadella : Tim
- 1971 : Story Theatre (série télévisée)
- 1972 : The Melba Moore-Clifton Davis Show (série télévisée)
- 1975 : I Wonder Who's Killing Her Now? : Cafe Waiter / Jack Kirsten
- 1977 : Fire Sale d'Alan Arkin : Painter
- 1978 : Three on a Date (TV) : Gabe
- 1978 : Les Moissons du ciel (Days of Heaven) : Vaudeville Leader
- 1978 : Fame (TV) : Airport Policeman
- 1979 : Ne tirez pas sur le dentiste (The In-Laws) : General Garcia
- 1980 : Popeye : Geezil
- 1981 : L'Anti-gang (Sharky's Machine) : Nosh
- 1982 : Soup for One : Angelo
- 1982 : Best Friends, de Norman Jewison : Jorge Medina
- 1983 : Going Berserk : Rev. Sun Yi Day
- 1983 : Le Coup du siècle (Deal of the Century) de William Friedkin : Masaggi
- 1984 : Faut pas en faire un drame (Unfaithfully Yours) : Giuseppe
- 1984 : Solo pour deux (All of Me) : Prahka Lasa
- 1985 : Fletch aux trousses (Fletch) de Michael Ritchie : Frank Walker
- 1986 : The Nativity (voix)
- 1986 : Big Trouble : Dr Lopez
- 1988 : Family Man (série télévisée) : Shelly Tobin
- 1988 : The Trial of Bernhard Goetz (TV) : Barry Slotnick
- 1988 : La Main droite du diable (Betrayed) : Sam Kraus
- 1989 : Autant en emporte Fletch ! (Fletch Lives) : Frank Walker
- 1989 : Animal Behavior : Doctor Parrish
- 1989 : The Lemon Sisters : Nicholas Panas
- 1990 : La Bande à picsou: le trésor de la lampe perdue (DuckTales: The Movie - Treasure of the Lost Lamp) : Dijon (voix)
- 1990 : The Fanelli Boys (série télévisée) : Father Angelo Lombardi
- 1990 : Extreme Close-Up (TV) : Mr. Bower
- 1990 : L'Éveil (Awakenings) : Sidney
- 1990 : Le Bûcher des vanités (The Bonfire of the Vanities) : Ed Rifkin
- 1991 : Pacific Station (série télévisée) : Det. Richard Capparelli
- 1994 : Cultivating Charlie : Glosser
- 1994 : Nell : Dr Alexander Paley
- 1995 : Minus et Cortex ("Pinky and the Brain") (série télévisée) : Additional Voices (voix)
- 1996 : Cutty Whitman (TV)
- 1997 : L'Antre de Frankenstein (House of Frankenstein 1997) (TV) : Armando
- 1998 : Vietnam: Un adroit mensonge (A Bright Shining Lie) (TV) : Marriage Counsellor
- 1998 : L'Arme fatale 4 (Lethal Weapon 4) : Rabbi Gelb
- 1998 : Telling You (en) de Robert DeFranco : Mr. P
- 1998 : Columbo - En grande pompe (Columbo: Ashes to Ashes) (TV)
- 1999 : Vendetta (TV) : Giovanni Provenzano
- 2002 : The 4th Tenor : Vincenzo
- 2005 : Monk (série télévisée) : David Sobin
- 2006 : Grilled (vidéo) : Rabbi Silver
- 2007 : Un grand-père pour Noël (A grandpa for Christmas) (TV) : Karl Sugerman
- 2009 : Supernatural (série télévisée) : Vernon
- 2011 : L'Incroyable Histoire de Winter le dauphin (Dolphin Tale) : Pêcheur